# Mertensia dshagastanica
Mertensia dshagastanica är en strävbladig växtart som beskrevs av Eduard August von Regel. Mertensia dshagastanica ingår i släktet fjärvor, och familjen strävbladiga växter. Inga underarter finns listade i Catalogue of Life.